# Saihō-ji

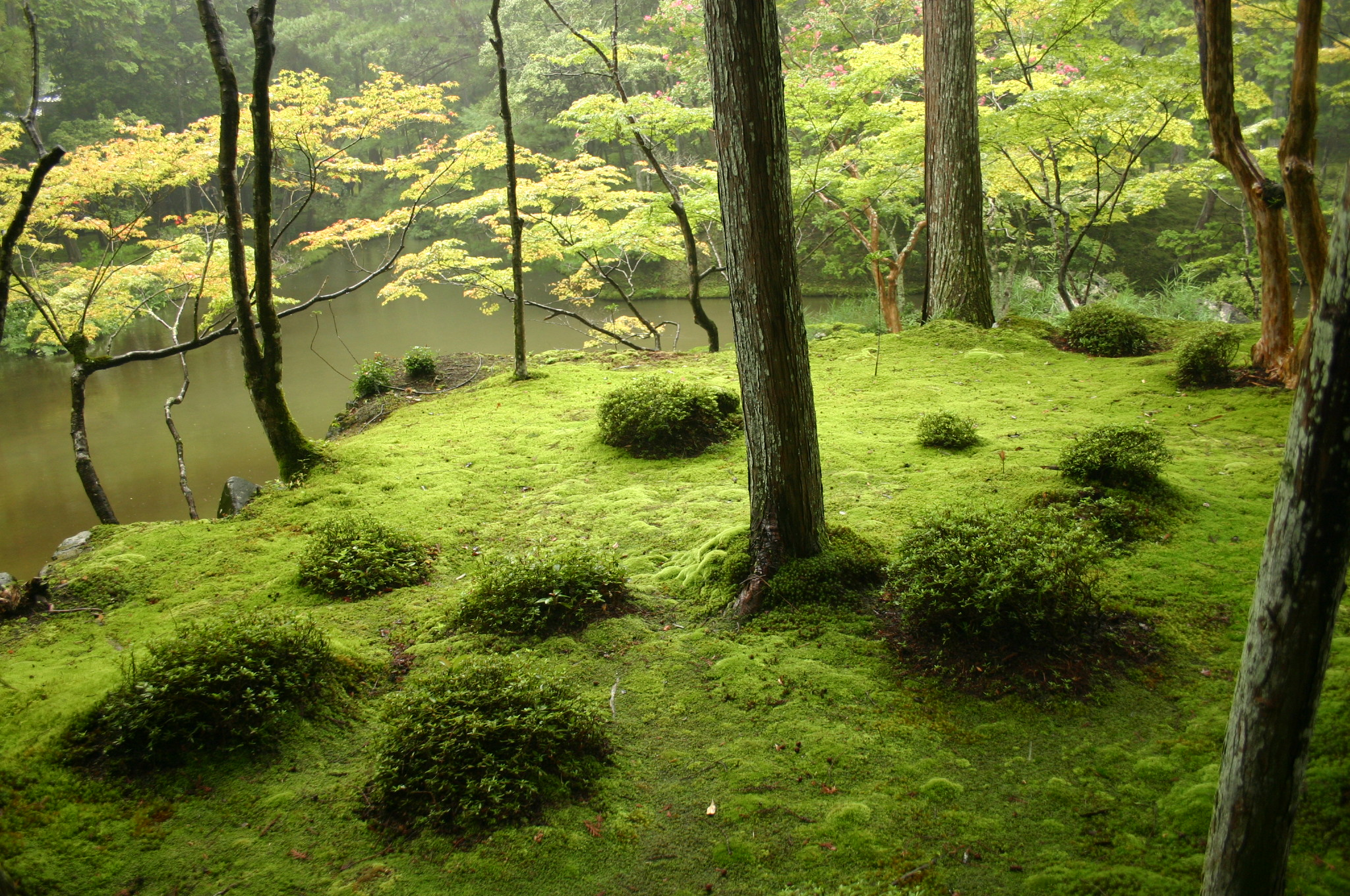
Der Moosgarten von Saihō-ji.

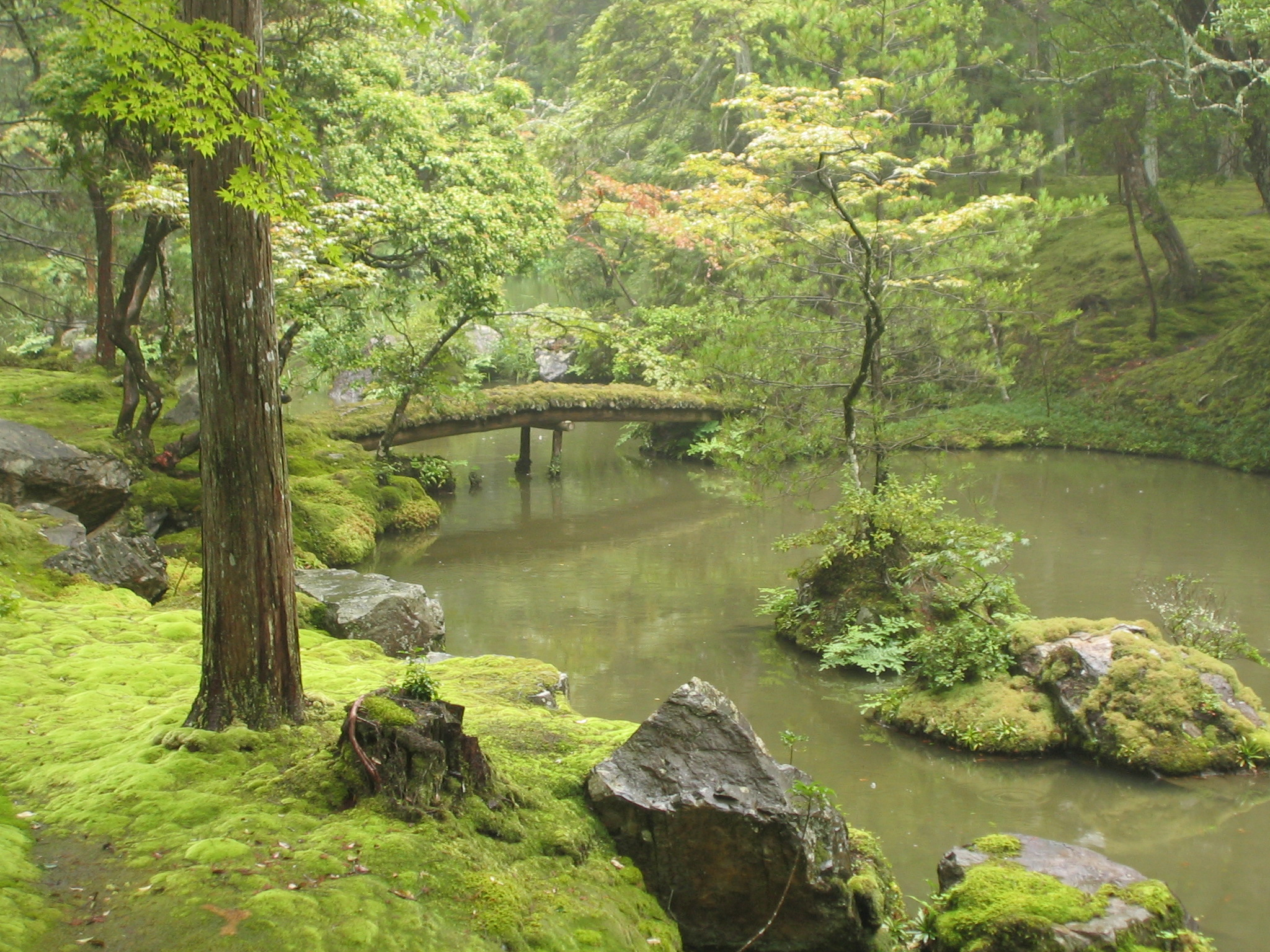
Goldener Teich (黄金池) im Zentrum des Moosgartens

Saihō-ji (jap. 西芳寺) ist ein buddhistischer Tempel in Kyōto. Der auch als Koke-dera (苔寺, dt. „Moostempel“) bekannte Tempel der Rinzai-shū, der für den von  Musō Soseki gestalteten Moosgarten berühmt ist, befindet sich im Stadtbezirk Nishikyō-ku. 
Der ursprünglich im Jahr 731 begründete Tempel geht auf Gyōki zurück und war Amitabha geweiht. Seine Umweihung in einen Zen-Tempel erfolgte 1339. 1994 wurde er in die Liste der UNESCO als Weltkulturerbe Historisches Kyōto (Kyōto, Uji und Ōtsu) aufgenommen. 
Dieser Tempel entzieht sich dem Massenansturm der überwiegend inländischen Touristen durch eine Beschränkung der Besucherzahlen. So kann das umzäunte Tempelgelände nur nach vorheriger schriftlicher Anmeldung betreten werden.
Der Garten selbst ist nicht als Moosgarten konzipiert worden, sondern durch Geschichtswirren lange vernachlässigt worden. Mehrere Tempelbauten wurden 1469 während der Sengoku-Zeit zerstört.
Der Aufbau des Gartens hatte nachhaltigen Einfluss auf die japanische Gartenkunst, so zum Beispiel deutlich in anderen Tempeln wie dem Ginkaku-ji und dem Kinkaku-ji.